# O Vaqueiro e a Tecelã

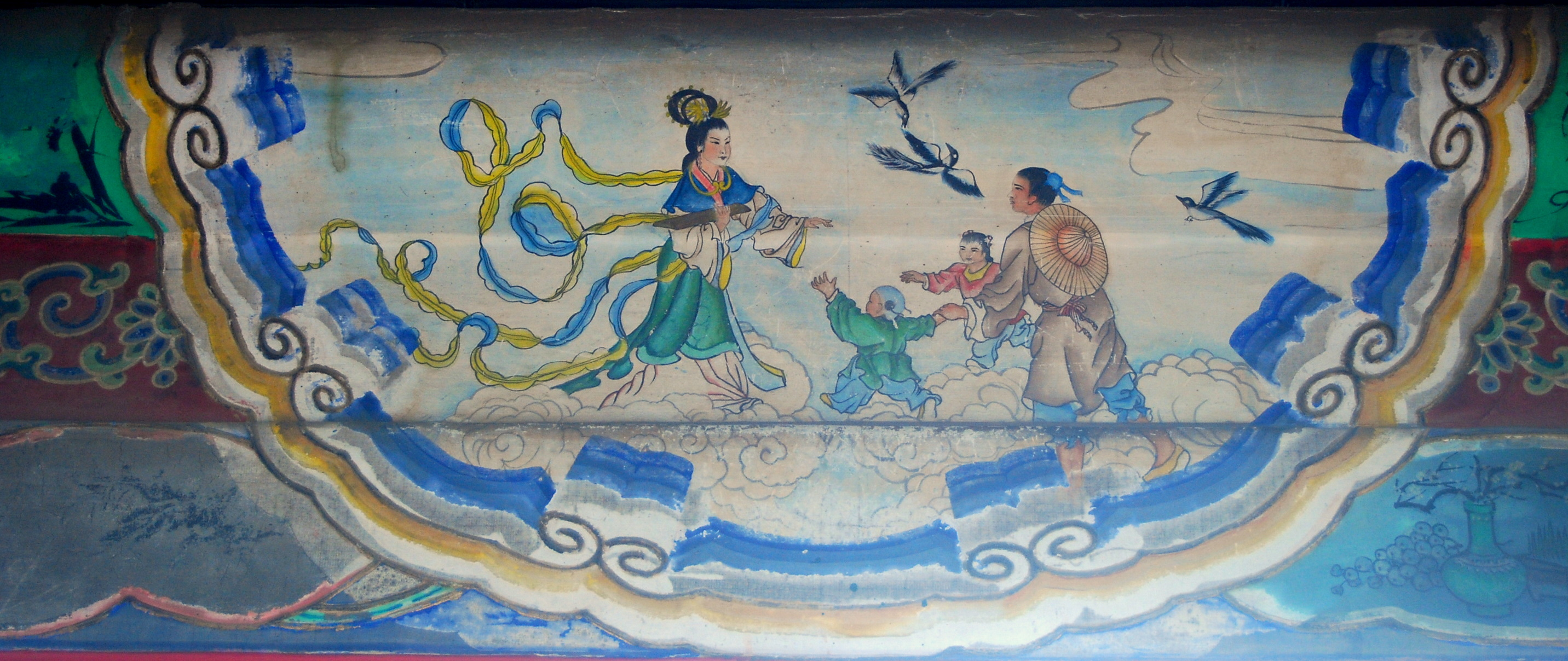
A reunião do casal na ponte das pegas. Arte no Grande Corredor do Palácio de Verão, Pequim

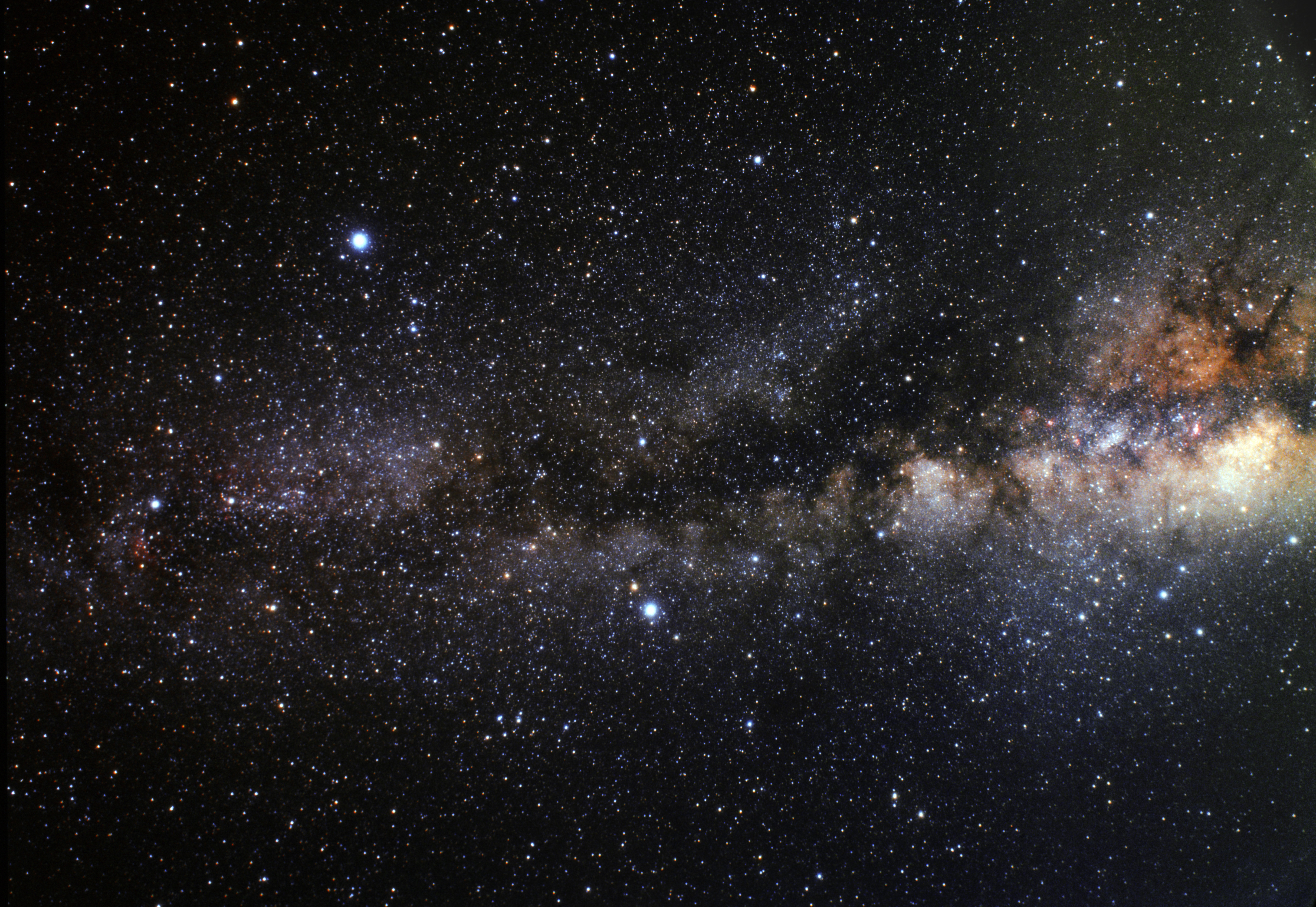
Vista do céu noturno: Vega (Zhinü, a tecelã) está no canto superior esquerdo, Altair (Niulang, o vaqueiro) no centro inferior. O rio celestial (Via Láctea) os separa.

O Vaqueiro e a Tecelã (em chinês: 牛郎織女) são personagens encontrados na mitologia chinesa e aparecem homônimos em um conto folclórico chinês romântico. A história fala do romance entre Zhinü (織女; a menina tecelã, simbolizada pela estrela Vega) e Niulang (牛郎; o vaqueiro, simbolizado pela estrela Altair). Apesar do amor um pelo outro, o romance deles foi proibido, e assim eles foram banidos para lados opostos do rio celestial (simbolizando a Via Láctea). Uma vez por ano, no sétimo dia do sétimo mês lunar, um bando de pegas formava uma ponte para reunir os amantes durante um único dia. Embora existam muitas variações da história, a referência mais antiga conhecida a este famoso mito remonta a um poema do Clássico da Poesia de mais de 2.600 anos atrás:
| 詩經·小雅·大東 … 維天有漢， 監亦有光。 跂彼織女， 終日七襄。 雖則七襄， 不成報章。 睆彼牽牛， 不以服箱。 … | Clássico da Poesia, Hinos de Corte Menores, Poema 203 … Nos Céus há uma Via Láctea, Ela olha abaixo e é clara; inclinada está a Dama Tecelã, durante um dia ela é sete vezes removida. Embora ela seja removida sete vezes, ela não consegue nenhum padrão entrelaçado; brilhante é o Boi de Tração, Mas não se submete a nenhum jugo. … |
| | |

O Vaqueiro e a Tecelã originaram-se da adoração popular dos fenômenos celestes naturais e mais tarde se desenvolveram no Festival Qiqiao ou Qixi desde a Dinastia Han. Também foi celebrado como o festival Tanabata no Japão e o festival Chilseok na Coreia. Antigamente, as mulheres faziam desejos às estrelas de Vega e Altair no céu durante o festival, na esperança de ter uma mente sábia, uma mão hábil (no bordado e outras tarefas domésticas) e um bom casamento.
A história foi selecionada como um dos Quatro Grandes Contos Folclóricos da China pelo "Movimento do Folclore" na década de 1920—os outros sendo a Lenda da Cobra Branca, Senhora Meng Jiang e Liang Shanbo e Zhu Yingtai—mas Idema (2012) também observa que este termo negligencia as variações e, portanto, a diversidade dos contos, pois apenas uma única versão foi considerada a versão verdadeira.
A história e seus dois personagens principais são populares em várias partes da Ásia e em outros lugares, com diferentes lugares adotando diferentes variantes. Algumas semelhanças históricas e interculturais com outras histórias também foram observadas. A história é referenciada em diversas fontes literárias e culturais populares.

## Literatura
O conto foi mencionado em muitas obras literárias. Uma das ocorrências mais famosas foi o poema de Qin Guan (秦观; 1049–1100) durante a dinastia Song:
| 鵲橋仙 纖雲弄巧， 飛星傳恨， 銀漢迢迢暗渡。 金風玉露一相逢， 便勝卻人間無數。 柔情似水， 佳期如夢， 忍顧鵲橋歸路。 兩情若是久長時， 又豈在朝朝暮暮。 | Encontro através da Via Láctea Através das formas variadas das delicadas nuvens, a triste mensagem das estrelas cadentes, uma viagem silenciosa pela Via Láctea. Um encontro entre o Vaqueiro e a Tecelã em meio ao vento dourado do outono e ao orvalho cintilante de jade, eclipsa as inúmeras reuniões mundanas. Os sentimentos suaves como a água, o momento de êxtase irreal como um sonho, como é que alguém pode ter coragem de voltar à ponte feita de pegas? Se os dois corações estiverem unidos para sempre, por que duas pessoas precisam ficar juntas—dia após dia, noite após noite? |
| | |

Du Fu (杜甫) (712–770) da dinastia Tang escreveu um poema sobre o rio celestial:
| 天河 常時任顯晦， 秋至輒分明。 縱被微雲掩， 終能永夜清。 含星動雙闕， 伴月落邊城。 牛女年年渡， 何曾風浪生。 | O Rio Celestial Na maioria das vezes pode estar oculto ou totalmente visível, mas quando chega o outono, fica imediatamente brilhante. Mesmo que coberto por nuvens fracas, a longo prazo, pode ficar claro durante a longa noite. Cheio de estrelas, ele se agita pelos portões do palácio emparelhados, companheiro da lua, afunda perto de um forte fronteiriço. Vaqueiro e Tecelã cruzam-no todos os anos, e quando nele alguma vez surgira tempestade? |
| | |

## Análise

### Influência e variações
A história do vaqueiro e da tecelã se espalhou pela Ásia, com diferentes variações aparecendo em vários idiomas e regiões ao longo do tempo. No Sudeste Asiático, a história foi transformada em um conto játaca detalhando a história de Manohara, a mais nova das sete filhas do Rei Kinnara, que vive no Monte Kailash e se apaixona pelo Príncipe Sudhana.
Na Coreia, a história se concentra em Jicknyeo, uma tecelã que se apaixona por Gyeonwoo, um pastor. No Japão, a história gira em torno do romance entre as divindades Orihime e Hikoboshi. No Vietnã, a história é conhecida como Ngưu Lang Chức Nữ e gira em torno da história de Chức Nữ, a tecelã, e Ngưu Lang, o pastor de búfalos. A versão vietnamita também é intitulada A Fada Tecelã e o Bufaleiro.

### Tipo de conto
No primeiro catálogo de contos populares chineses (elaborado em 1937), Wolfram Eberhard abstraiu um tipo folclórico chinês indexado como número 34, Schwanenjungfrau ("A Donzela do Cisne"): um pobre jovem humano é direcionado ao local onde mulheres sobrenaturais se banham perto de uma vaca ou um cervo; as mulheres podem ser Donzelas Cisnes, uma tecelã celestial, uma das Plêiades, uma das "9 Donzelas Celestiais", ou uma fada; ele rouba as roupas de uma delas e faz dela sua esposa; ela encontra as roupas e voa de volta para o céu; o jovem vai atrás dela e a encontra no reino celestial; o rei celestial decreta que o casal se encontre apenas uma vez por ano. Com base em algumas das variantes disponíveis na época, Eberhard datou a história no século V, embora o conto pareça muito mais antigo, com referências a ele no Huainanzi (século II a.C.). Eberhard também supôs que o conto de fadas precedeu o mito astral.
Folclorista e estudioso chinês Ting Nai-tung classificou as versões de The Cowherd and the Weaver Girl sob o Índice Aarne–Thompson–Uther ATU 400, "A Busca pela Esposa Perida". O conto também guarda semelhanças com contos difundidos sobre a donzela-cisne (donzela pássaro ou princesa pássaro).

## Galeria

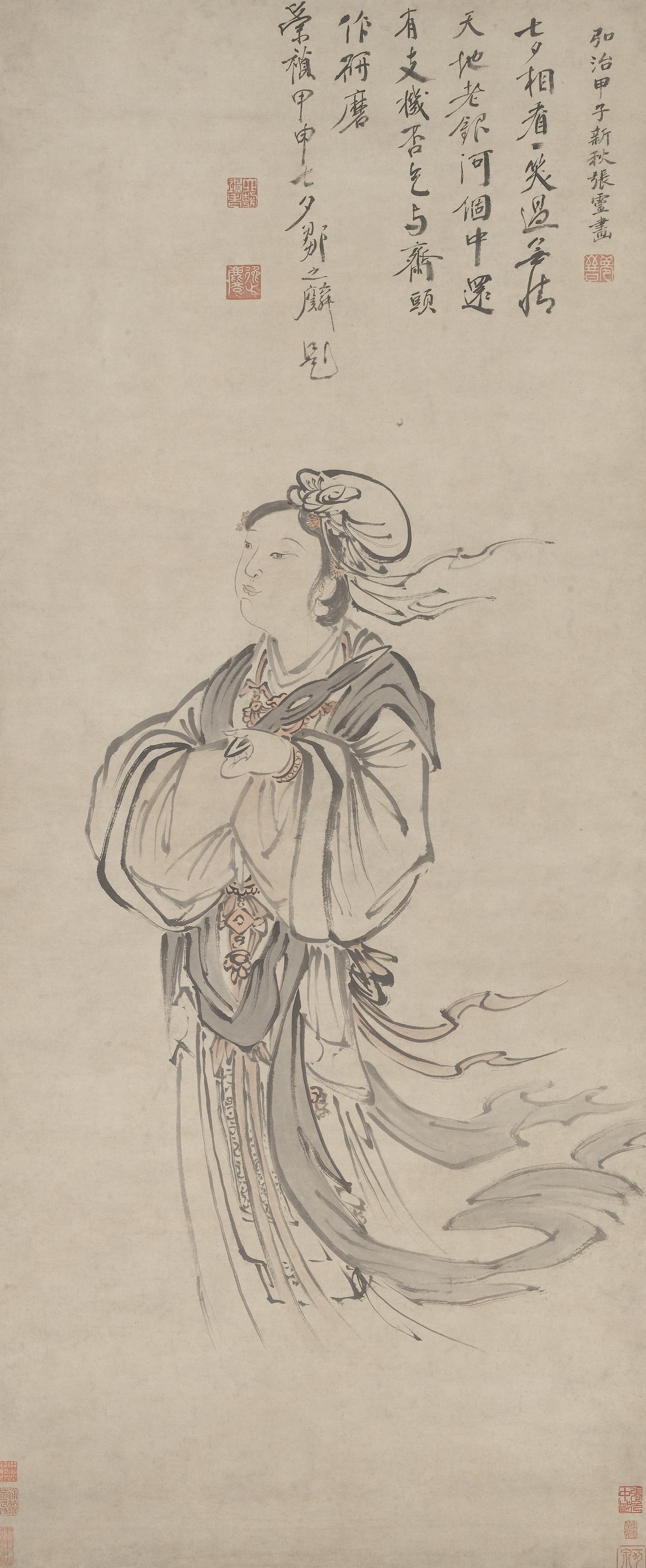
Zhinü com uma lançadeira na mão pintada por Zhang Ling,dinastia Ming
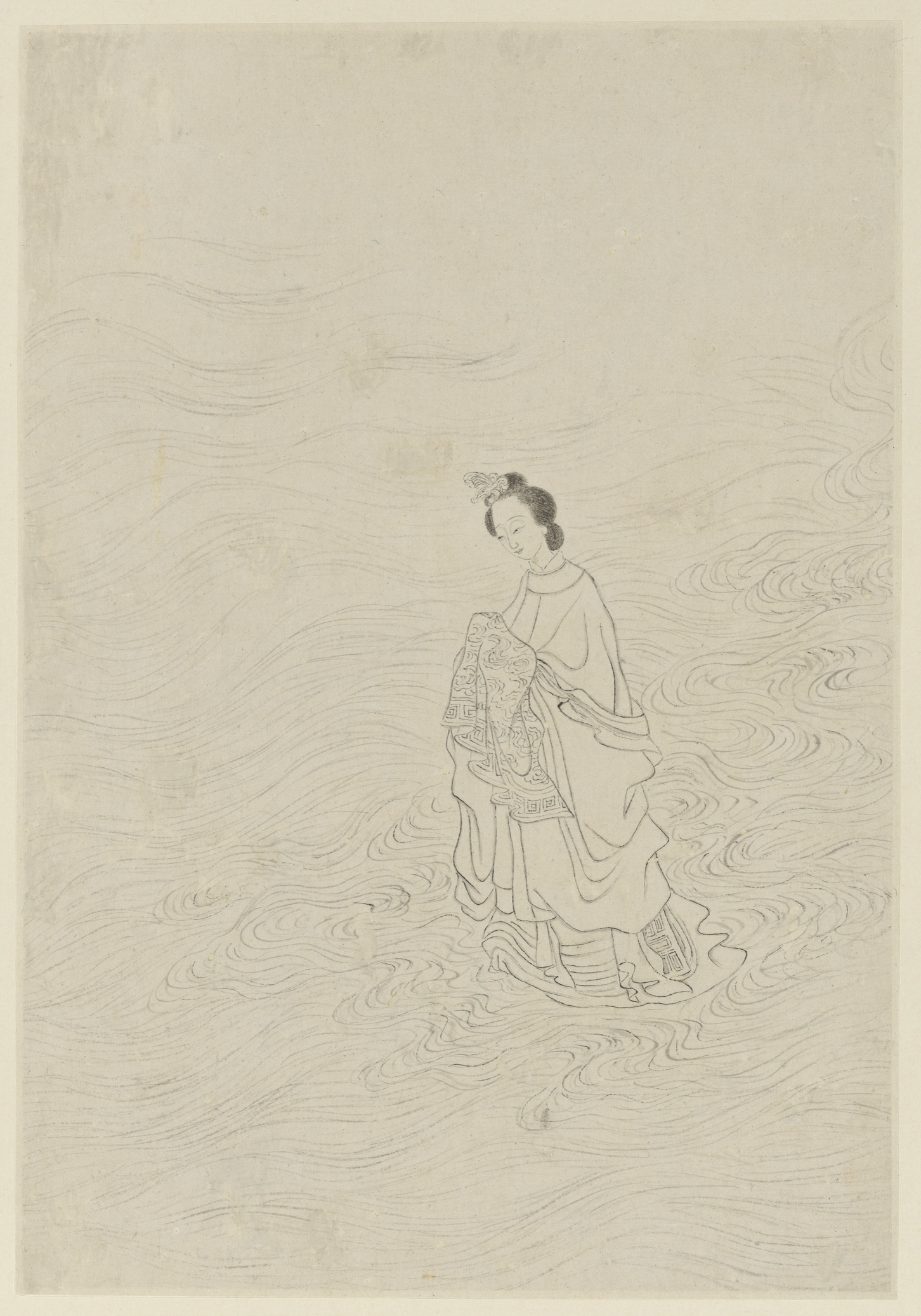
Zhinü cruzando o Rio do Céu, pintado por Gai Qi, 1799
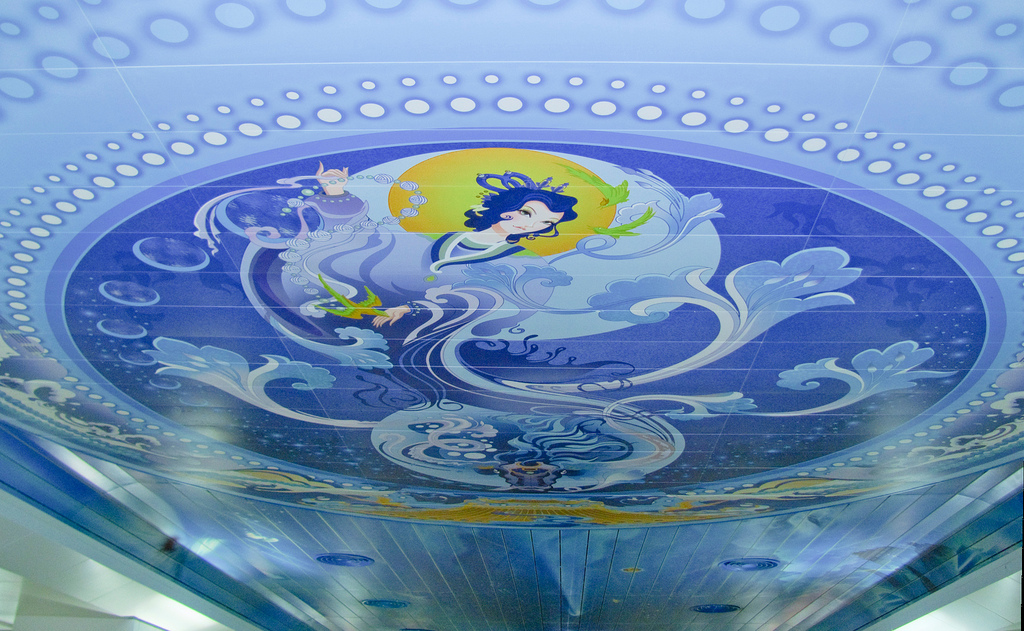
Zhinü representada no teto da estação Muxuyuan, Nanquim.
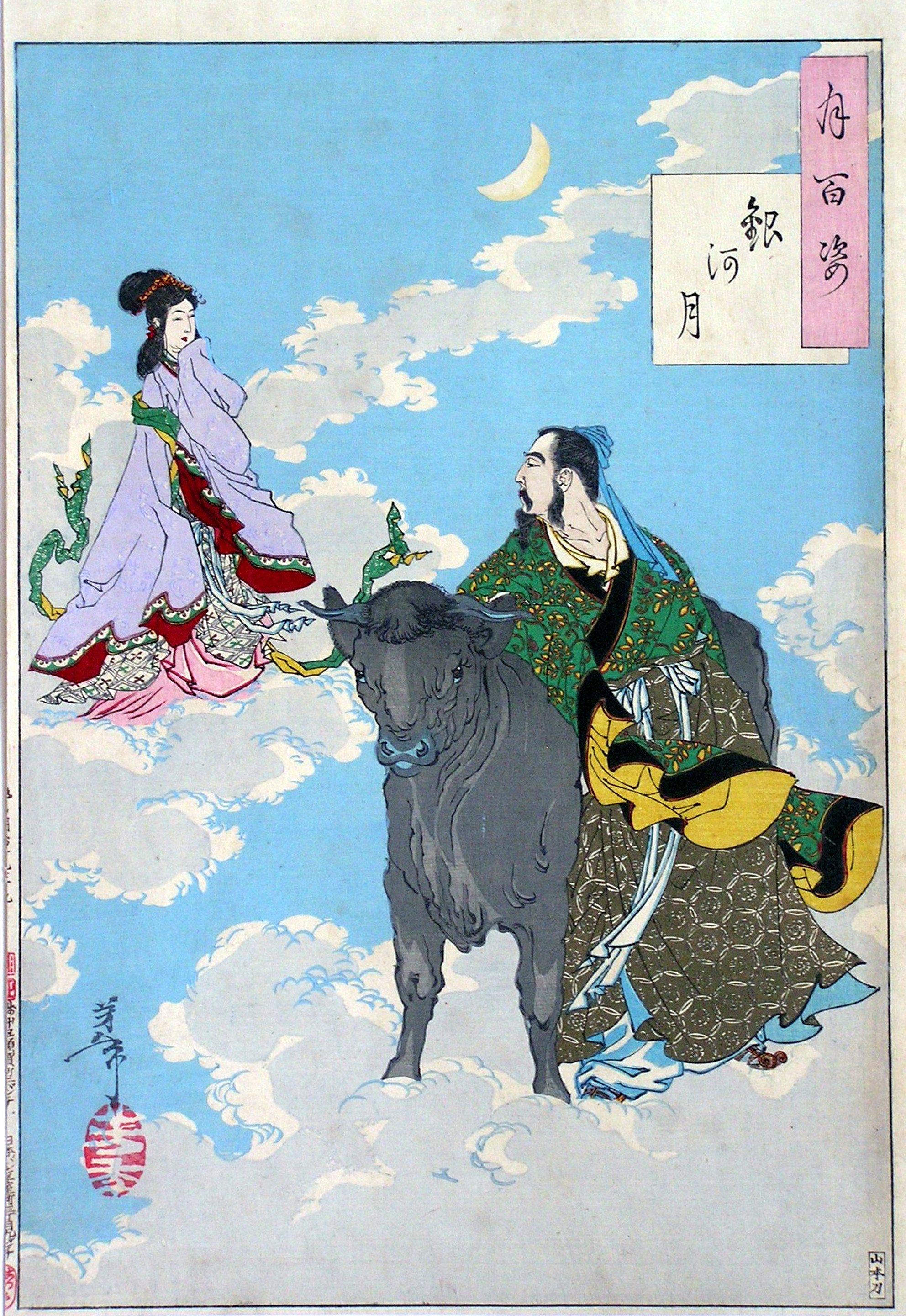
Zhinü e Niulang, do pintor japonêsTsukioka Yoshitoshi.
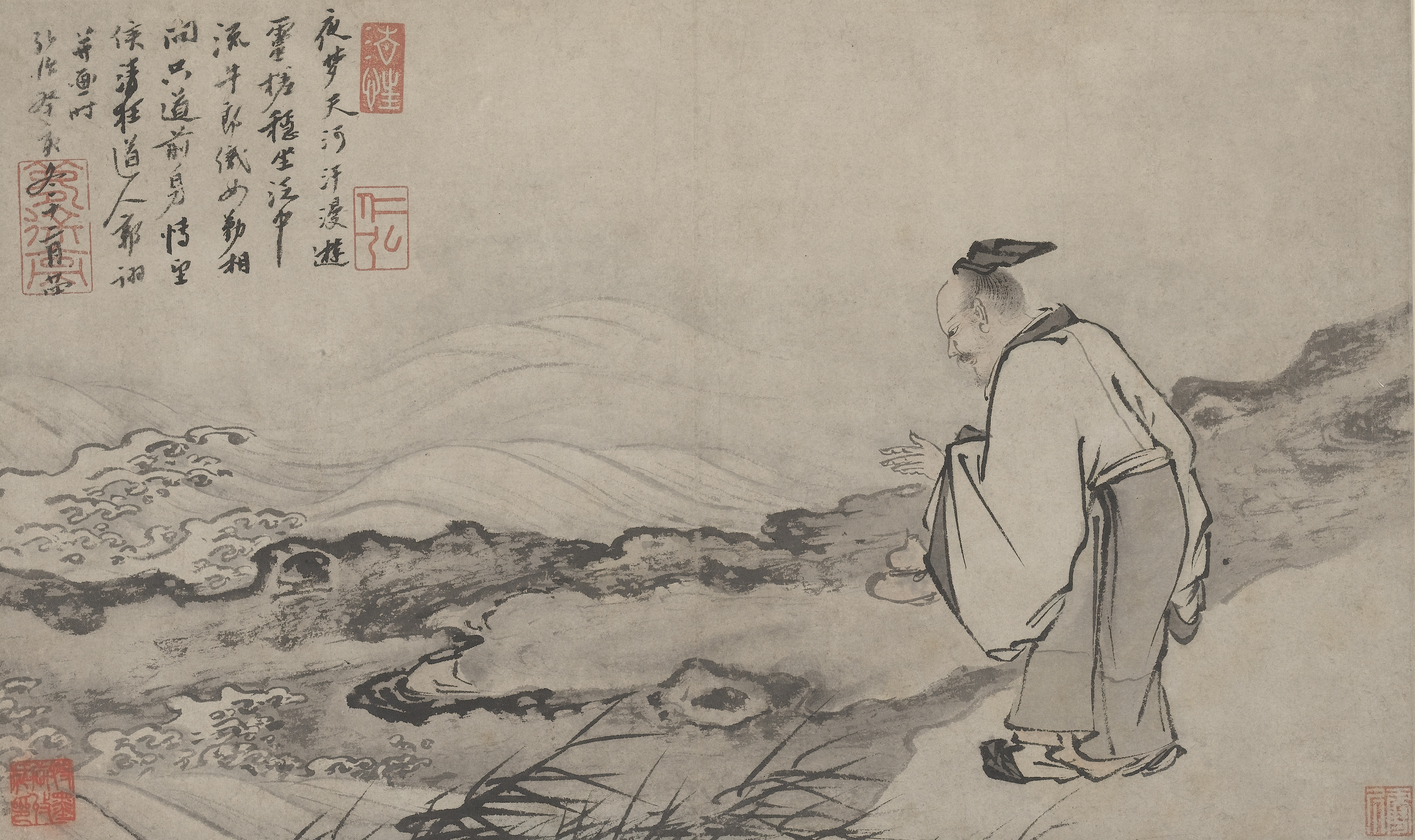
Representação da criação do Rio do Céu (Via Láctea), pintada por Guo Xu, dinastia Ming
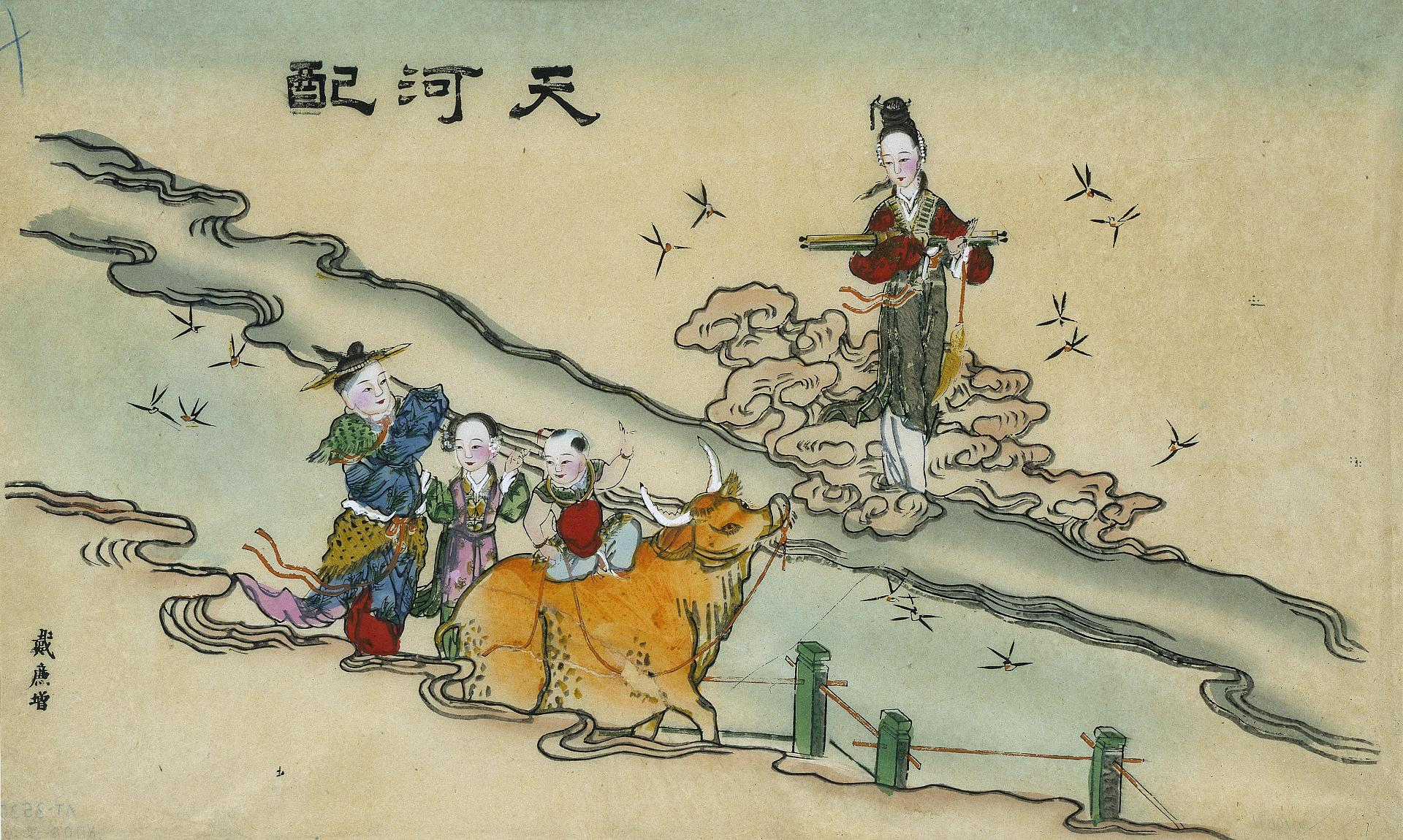
Encontro na Via Láctea
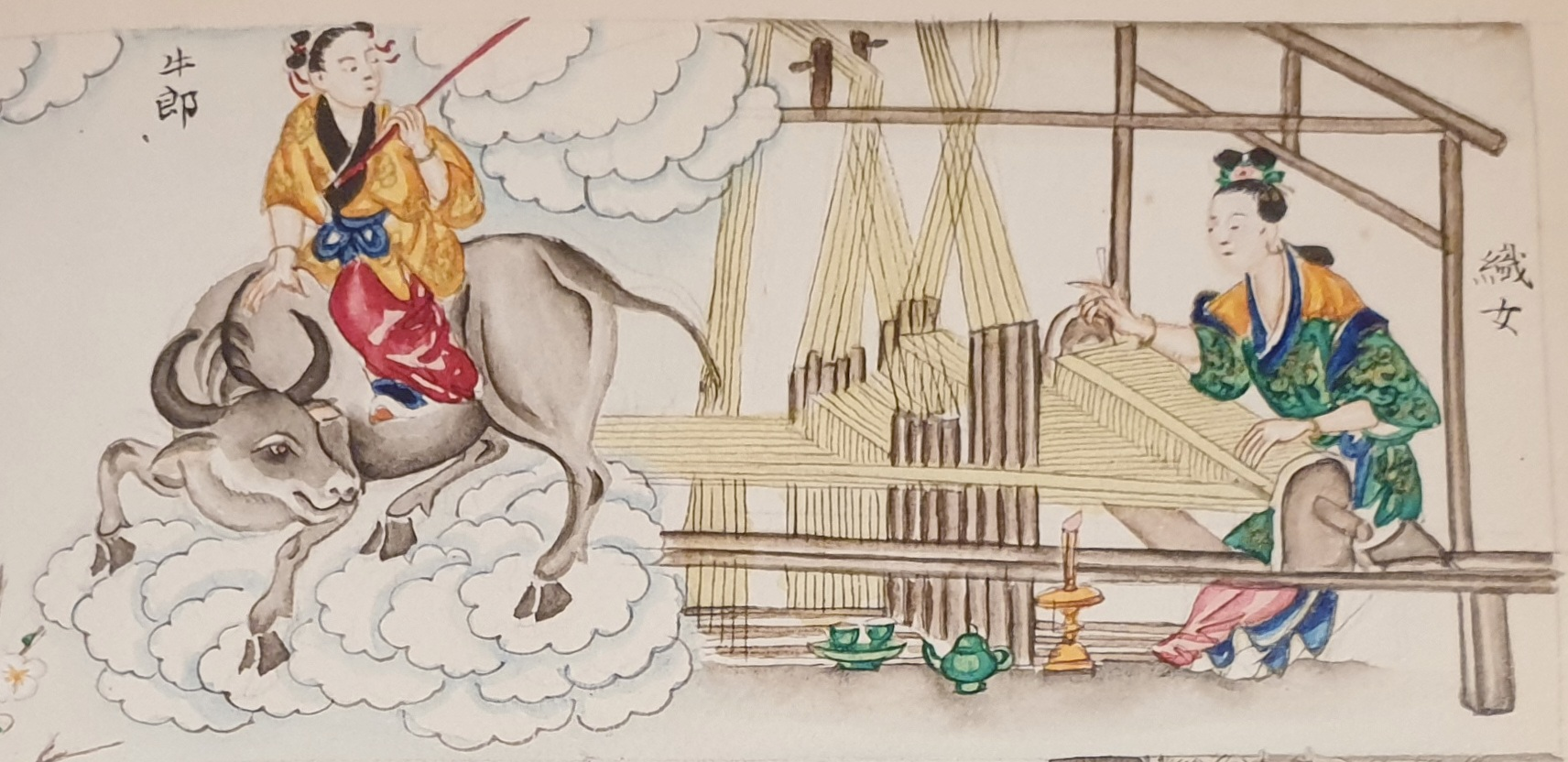
A pintura de Niulang - Zhinü no livro Vân tiên cổ tích truyện, da dinastia Nguyễn, por Lê Đức Trạch